# 共和インターチェンジ
座標: 北緯35度2分42.7秒 東経136度57分10.9秒 / 北緯35.045194度 東経136.953028度
共和インターチェンジ（きょうわインターチェンジ）は、愛知県大府市にある名四国道（国道23号）のインターチェンジ。一部は名古屋市緑区にもかかる。
| 四日市方面への本線流入部は伊勢湾岸自動車道名古屋南IC入口も併用（奥が入口） |  | 四日市方面本線流出部 |
| 四日市方面への本線流入部は伊勢湾岸自動車道名古屋南IC入口も併用（奥が入口） |  | 四日市方面本線流出部 |

## 接続する道路
- 愛知県道50号名古屋碧南線

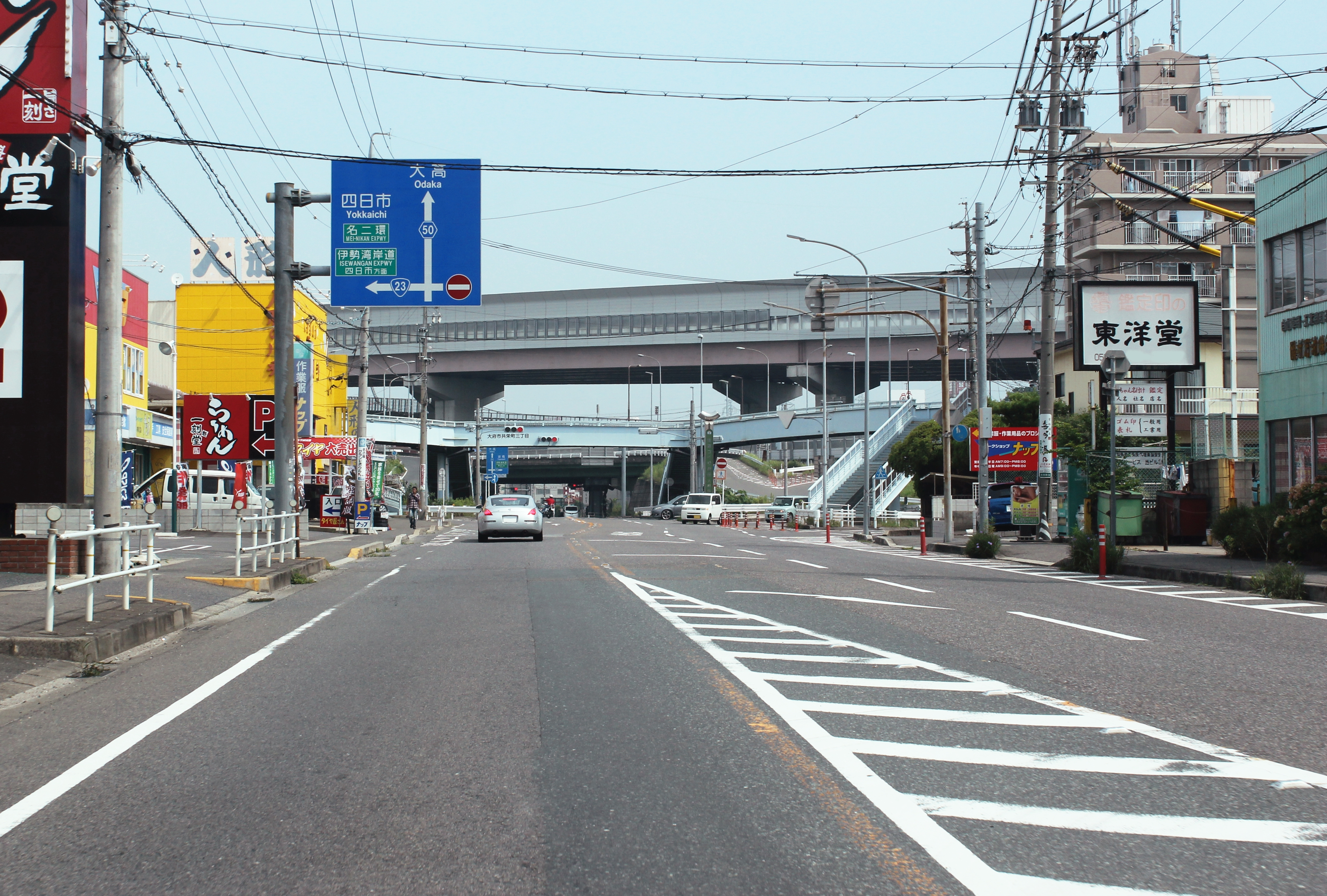
愛知県道50号に接続。伊勢湾岸自動車道名古屋南ICにも接続することが前提となっている。

## 周辺
- 豊田自動織機共和工場
- JR東海道本線 共和駅
- JR東海道本線 南大高駅
- 大須ういろ大高工場
- 名古屋グランドボウル・名古屋レジャーランド大高店
- イオンモール大高
- 大高緑地

## 隣
名四国道（国道23号）
有松IC - 共和IC - 名古屋南IC